# Museo UniversiCà
Il Museo UniversiCà è un museo multimediale sulle tradizioni e i mestieri alpini, situato a Druogno in Valle Vigezzo (VB) nell'ala est della Colonia Montana "Luigi Razza". È articolato in due principali aree: un'esposizione permanente e spazi per mostre temporanee, conferenze, laboratori.

## Museo
Il museo è ospitato al primo piano dell'edificio. All'interno, sono presenti diversi percorsi artistici: la valle si racconta, Vigezzina storico trenino di montagna, il bosco e la civiltà del legno, alpeggio e agricoltura, gente e tradizioni, acqua, turismo, devozioni.
La voce e i racconti dello scrittore Benito Mazzi, accompagnano il visitatore nel percorso.

## Esposizioni temporanee
Al piano terra sono allestite periodicamente esposizioni temporanee su varie tematiche attinenti alle attività della fondazione promotrice del museo. Tra queste nel 2017 è stato inaugurato un percorso dedicato alla geografia e alla cartografia.

## Il recupero della Colonia

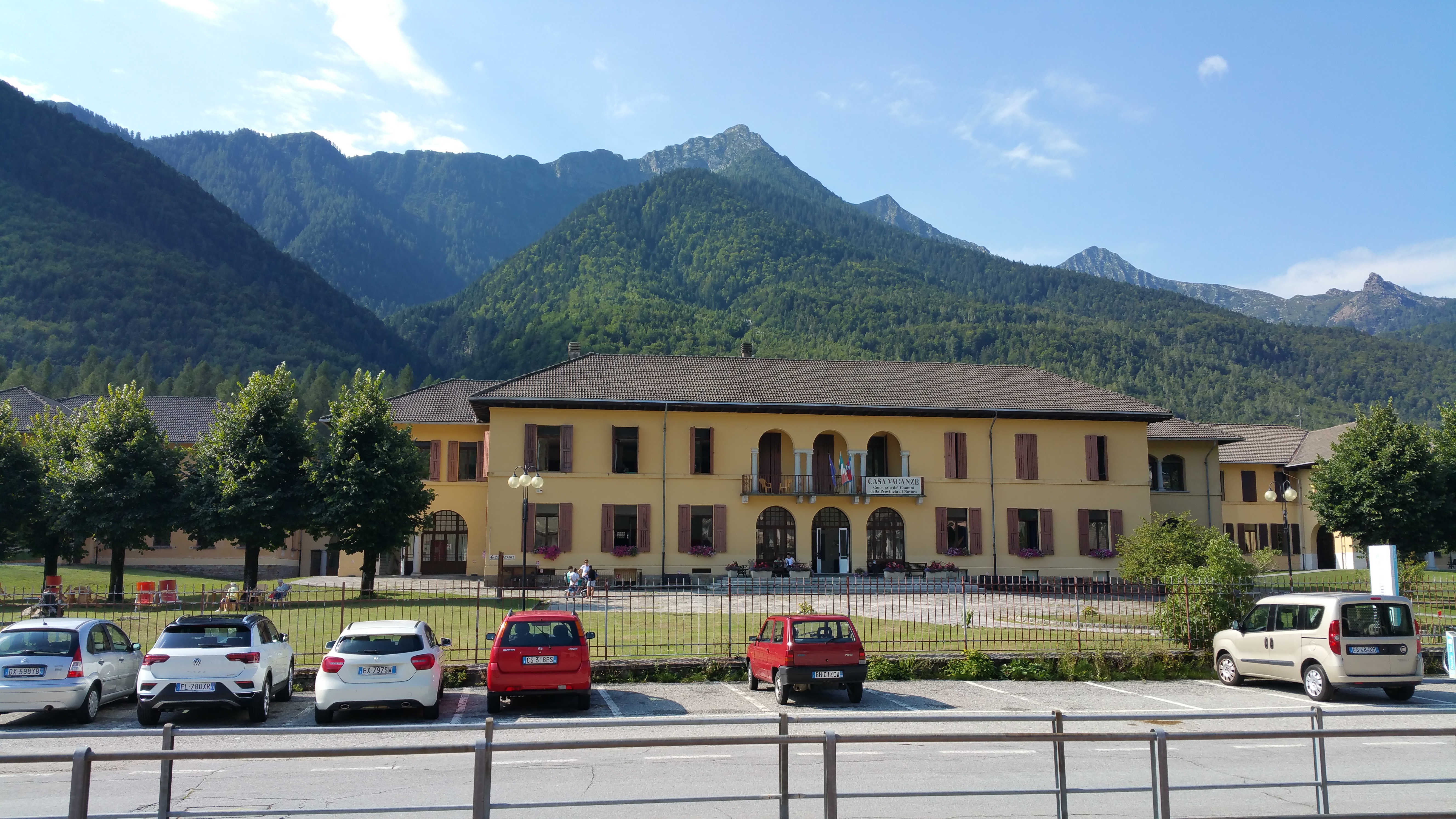
La colonia Luigi Razza

Il polo museale è collocato nell'ala est della Colonia montana di Druogno. Inaugurata nel 1935 è stata dedicata a Luigi Razza. Lasciata all'abbandono, la struttura è stata recuperata nel 2013 e adibita a spazi espositivi e museali grazie a un progetto europeo Interreg denominato "Tramevive" promosso da Fondazione UniversiCà con partner il Museo della Val Verzasca di Sonogno (Svizzera). Curatore è Gianni Dal Bello, direttore Fondazione UniversiCà.